# Cuthona veronicae
Cuthona veronicae är en snäckart som först beskrevs av Addison Emery Verrill 1880.  Cuthona veronicae ingår i släktet Cuthona och familjen Tergipedidae. Inga underarter finns listade i Catalogue of Life.